# Beverley Allitt
Beverley Gail Allitt (nacida el 4 de octubre de 1968) es una asesina en serie inglesa, enfermera de profesión, quien fue la coordinadora de la unidad de cuidados intensivos neonatal del Hospital Grantham y Kesteven, Lincolnshire, culpable de asesinar a cuatro niños, intento de asesinar a otros tres niños, y causar graves daños corporales a otros seis. Los crímenes fueron cometidos en un período de 59 días entre febrero y abril de 1991 en el Hospital Grantham y Kesteven, Lincolnshire, donde Allitt fue empleada como enfermera. Administró grandes dosis de insulina al menos a dos víctimas y una burbuja de aire de gran tamaño fue encontrada en el cuerpo de otro, pero la policía era incapaz de establecer como se llevaron a cabo los ataques. En mayo de 1993, en Nottingham Crown Court, recibió 13 condenas a cadena perpetua por los crímenes. Justice Latham, dijo que Allitt era un "peligro serio" para otros y era poco probable que se considere lo suficientemente segura para ser liberada. Está detenida en el Hospital Rampton Secure en Notthinghamshire.

## Víctimas
- Liam Taylor (siete semanas) - fue admitido a la sala por infección en el pecho y fue asesinado el 21 de febrero de 1991.
- Timothy Hardwick (once años) - un chico con parálisis cerebral que fue admitido a la sala después de tener un ataque epiléptico. Fue asesinado el 5 de marzo de 1991.
- Kayley Desmond (en ese entonces un año de edad) - admitida a la sala por infección en el pecho. Allitt intentó asesinarla el 8 de marzo de 1991 pero la niña fue reanimada y transferida a otro hospital, donde se recuperó.
- Paul Crampton (en ese entonces cinco meses) - admitido a la sala por infección en el pecho el 20 de marzo de 1991. Allitt intentó asesinarlo con una sobredosis de insulina en tres ocasiones ese día antes de que fuera transferido a otro hospital, donde se recuperó.
- Bradley Gibson (en ese entonces cinco años de edad) - admitido a la sala por neumonía. Sufrió dos paros cardíacos el 21 de marzo de 1991, debido a las sobredosis de insulina suministrada por Allitt, antes de ser transferido a otro hospital, donde se recuperó.
- Yik Hung Chan (también conocido como Henry, en ese entonces dos años de edad) - admitido a la sala por una caída el 21 de marzo de 1991. Sufrió un ataque de desaturación de oxígeno antes de ser transferido a otro hospital, donde se recuperó.
- Becky Phillips (dos meses) - admitida a la sala por gastroenteritis el 1 de abril de 1991. Se le administró una sobredosis de insulina por Allitt y murió en su casa dos días después.
- Katie Phillips (en ese entonces dos meses de edad) - la gemela de Becky fue admitida a la sala como una precaución tras la muerte de su hermana. Tuvo que ser reanimada dos veces después de inexplicables episodios de apnea (que luego se descubrieron ser sobredosis de insulina y potasio). Luego de la segunda vez que paró de respirar, fue transferida a otro hospital, pero, esta vez, había sufrido de daño cerebral permanente, parálisis parcial y ceguera parcial debido a la falta de oxígeno. Sus padres habían estado tan agradecidos por el cuidado de Allitt a Becky que le pidieron que fuera la madrina de Katie. En 1999, Lincolnshire Health Authority le dio a Katie £2.125 millones, para pagar su tratamiento y equipo durante el resto de su vida. Lincolnshire Health Authority no aceptó la responsabilidad, pero sí reconoció que Katie tenía derecho a una indemnización.
- Clarie Peck (quince meses) - admitida en sala tras un ataque de asma el 22 de abril de 1991. Después de ser puesta en un ventilador, fue dejada sola al cuidado de Allitt durante un breve intervalo durante el cual tuvo un paro cardíaco. Fue reanimada pero murió después de un segundo paro cardíaco, de nuevo seguido de un período cuando ella fue dejada sola con Allitt.

## Juicio
Allitt había atacado a trece niños, cuatro de los cuales resultaron muertos, en un plazo de sesenta días, antes de ser detenida. Fue tras la muerte de Claire Peck cuando el personal médico comenzó a sospechar del número de paros cardíacos en la sala de niños, y se llamó a la policía. Se descubrió que Allitt era la única enfermera en servicio durante todos los ataques a los niños, y también tenía acceso a las sustancias inyectadas.
Cuatro de las víctimas de Allitt habían muerto. Fue acusada de intento de homicidio y lesiones graves en noviembre de 1991. El 28 de mayo de 1993, fue declarada culpable de todos los cargos y sentenciada a 13 cadenas perpetuas, que está purgando en el Rampton Secure Hospital en Notthinghamshire.
El juicio de Allitt recomendó un cumplimiento efectivo mínimo de 40 años, que la mantendría en prisión hasta al menos el 2032, cuando tendrá 64 años de edad.
Los motivos de Allitt nunca han sido plenamente explicados. Se ha considerado la hipótesis de que Allitt mostraba síntomas de trastorno facticio, también conocido como el síndrome de Münchhausen por poder (o por delegación), un trastorno mental que podría explicar sus acciones.